# 三角洲行动
《三角洲行动》是一款服务型第一人称射击游戏，由腾讯游戏旗下琳琅天上工作室开发，是三角洲特种部队系列的续作。游戏于2024年9月在中国大陆的iOS、Android和Microsoft Windows首度发行，随后于同年12月在全球其他地区的Microsoft Windows平台发行。游戏于2025年2月发布了“黑鹰坠落”玩法，并在2025年4月21日登陆全球iOS和Android平台。本作包含“烽火地带”、“全面战场”和“黑鹰坠落”三种玩法。烽火地带中玩家可与其他玩家组成3人小队探索游戏地图，击败其他玩家，最终撤离获得收益。全面战场玩法在大战场中围绕据点争夺和攻防战等玩法展开的玩家对战模式。黑鹰坠落则是以1993年美军摩加迪沙之战为题材的人机对战模式。
遊戲製作人由Shadow擔任，背景音乐由韩国作曲家Zio和瑞典作曲家约翰·索德维克及所属团队创作。开发者在角色、动作和射击效果的设计上投入较多，游戏地图平均制作周期超过一年时间。游戏画面、射击体验和角色动作设计等方面受到许多评论员肯定，但同时存在对游戏角色设计的批评，及对游戏原创性与反作弊系统的质疑。

## 玩法
《三角洲行动》是一款第一人称射击游戏，是三角洲特种部队系列的续作。游戏设定于虚构的一個北非國家“阿萨拉”，背景为2035年全球应急行动组织（GTI）与科技公司哈夫克集团间的冲突。游戏角色称为“干员”，分为突击、支援、工程与侦察四类兵种，不同兵种有与其功能相符的增益效果与特殊技能。游戏还设计了枪械改装系统。游戏开始前，玩家可装备现有枪械配件，改装完成后也可对配件进行精校，细微调整瞄准镜倍率等参数。商业模式上，本作是一款基本免费的服务型游戏，融合了战斗通行证、抽卡和商城等元素。游戏内商品以道具皮肤为主，不包含付费获胜机制。玩家可使用“哈夫币”等多种游戏币购买商品。

一局全面战场游戏中，玩家正在操控载具进攻据点。

游戏由联机玩法“烽火地带”、“全面战场”和“黑鹰坠落”组成。“烽火地带”玩法中，玩家将扮演GTI士兵，在对局前装备武器、消耗品等道具，随后进入游戏与其他玩家组成3人小队探索游戏地图，收集地图内和其他敌人的装备，最终撤离至局外获得收益。其中，如果玩家被击败，或超出指定游戏时间而撤离失败，就会损失个人所携带的大部分道具。“全面战场”玩法则要求玩家在大战场扮演GTI士兵进攻，或扮演哈夫克集团成员防守地图内的数个据点。雙方各有32名玩家。玩家被他人击败后可在相应复活点或己方占领据点中复活，但攻方有一定的复活次数限制。若攻方复活次数耗尽，则守方獲勝；若攻方占领了地图内的所有据点，則進攻方獲勝。每当攻方占领了地图中一区域的全部据点，则将会得到一定复活次数奖励。黑鹰坠落则是独立于游戏系统之外的人机对战模式，亦有合作电子游戏元素，改编自美国战争电影黑鹰坠落及其衍生游戏《三角洲特种部队：黑鹰坠落》，以7个关卡的形式呈现1993年美军摩加迪沙之战的场景。在该模式中，玩家可选择不同兵种，与其他玩家组成四人小队进入游戏。该玩法中，玩家会面临生命值单薄、弹药有限的情形，需要不同兵种间交互从而获得补给。

## 开发与发行
《三角洲行动》由腾讯游戏旗下琳琅天上开发，姚远作为工作室负责人，郭智擔任製作人，刘群担任美术总监:00:45-4:41，开发团队规模峰值约300人。游戏主体使用虚幻引擎4开发，而黑鹰坠落模式则使用了虚幻引擎5，使得游戏画面与镜头具有电影的表现力。开发团队对于三角洲特种部队系列青睐有加，且看好该系列的市场潜力，因此收购了相关资产。本作在最初立项时，开发者计划仅在移动端发行游戏。团队在Gamescom2023的展览中了解到当下PC平台市场潜力较大，受众群体更广，因此在2023年初摒弃游戏移动端的大多原有内容，启动了PC平台的研发，并将后期开发时间主要投入到PC端之上。:9:29项目的一大难点是跨平台工作，即在手机等低配置设备上呈现优良画质，满足各平台玩家的需求。为延长游戏生命周期，保证收入的同时避免游戏公式化，开发者决定放弃买断制的发行方式并对游戏做服务型改造。项目组也对外表示其高度重视反作弊工作，开发软件记录玩家大多数游戏操作，同时阻止玩家通过游戏外挂检测到无法看到的元素。
玩法设计方面，烽火地带玩法主要面向注重策略和战术的玩家，而全面战场玩法则重视快节奏射击体验。在游戏内融合多种模式，也旨在扩大游戏的受众群体。项目团队旨在制作可能受到玩家欢迎且易于上手的模式。在全面战场的玩法制作中，他们希望继承三角洲特种部队系列的大规模战场玩法，且认为此玩法有可观的市场空缺。考虑到市场流行度，他们还添加了融合玩家对战和人机对战的烽火地带玩法。在该玩法的发行初期，项目组曾使用其一贯经验，降低游戏难度从而吸引更多玩家。但此举却使玩家的游戏体验不佳，对游戏的发行产生负面影响。随后，他们对玩法难度进行反思，借鉴游戏《逃离塔科夫》的开发经验，使得玩法能让玩家在游戏的同时获得适当压力，并优化操作便利性，吸引更多玩家。开发者希望用基本免费的机制和高质量的玩法吸引玩家，并基于玩家反馈笃定全面战场玩法必将成功。
开发者设计多种游戏角色的初衷，是彰显角色个性，并带来酷炫的游戏体验。开发过程中，开发者也在角色、动作和射击效果的设计上投入较多。在相关内容的制作上，开发者追求效果的真实性与玩家代入感。项目组将游戏的角色动作和枪械换弹动画等元素平滑处理，以缓解原有动画僵硬的问题。游戏角色的模型基于三维扫描仪录入真人模型，动作采用真人动作捕捉，以提升模型真实感和动作流畅性。:3:46项目组还在山脉峡谷等地形和录音棚内录制了枪械尾音，枪械机械部件音效及游戏场景的环境音。
本作游戏地图的平均制作周期超过一年时间。“全面战场”玩法中的地图取材于水泥厂、冰岛的地貌、直布罗陀的布局与北非的人文建筑。:2:15-3:43“黑鹰坠落”模式的场景设计亦取材自原作电影的取景地摩加迪沙及其北非文化。此外，虚构世界的植被也参考了北非的样貌，从土壤、风力和降水等方面还原当地特点:2:15-3:43，还增加植物算力预算以避免其单调和僵硬的问题。为增加玩家震撼感，项目组还在制作可被破坏的植被、载具和建筑等元素时使用了大量资源，并在性能优化上进行技术研发，从而在手机等低性能设备上实现了较高质量的美术效果。:4:28-6:34
游戏的背景音乐由韩国作曲家Zio和瑞典作曲家约翰·索德维克及所属团队创作:5:50-8:00，陈小荣担任本项目的音频组组长:7:19。Zio注重表达游戏世界观中2035年被战争摧毁的虚拟世界的反乌托邦背景。音乐的配器结合管弦乐和电子乐，其中卡曼切琴和人声吟唱的使用能够叙事，被他用于描绘游戏时的生存和战斗场景，增强玩家的体验感，让游戏过程更加紧张刺激。全面战场玩法的作曲家约翰则参考他在制作战地系列游戏时的经验使用民族乐器和鼓从而匹配游戏的虚构世界，并以情感作为其创作动机，在音乐中表达悲伤和孤独。:5:50-8:00
《三角洲行动》最初于2023年8月23日在Gamescom2023的开幕夜中首次公布。在2024年7月下旬的ChinaJoy展会，开发者邀请了游戏角色的面部捕捉演员进行角色扮演，并宣传游戏玩法。随后，本作在同年8月6日举行了首轮测试，后于同年9月19日宣布其代言人为吴彦祖。2024年9月26日，本作由腾讯游戏在中国大陆地区发行，登陆iOS、Android和Microsoft Windows，而黑鹰坠落玩法则在2025年2月21日另行发布，登陆Microsoft Windows。游戏发行当天，游戏开发者还邀请了部分全球各地的电子竞技运动员组织了竞技赛事。游戏在2024年12月5日由Garena在全球其他地区的Microsoft Windows平台发行，并预计由Level Infinite于2025年4月在全球的iOS与Android平台发行。与游戏主体不同，黑鹰坠落模式原定于2025年1月发行，随后开发者便声称计划推迟玩法的发行日至2月用于打磨和优化。在2月21日的游戏发布会开始前，开发者曾表示将要在本场节目当中公布售价，使得部分玩家担忧本作脱离免费游玩游戏之列。但在随后的发布会中，开发者公布将免费发行该玩法，使得部分玩家出乎意料。

## 评价与反响
2024年11月17日，《三角洲行动》注册用户数突破了4000万。同年11月21日，游戏在App Store取得了游戏畅销榜第4名的成绩。游戏在Steam平台的同时在线玩家数量曾突破11万人。
| 媒体     | 得分 |
| -------- | ---- |
| 4Players | 7/10 |
| IGN      | 7/10 |

游戏画面上，触乐创始人祝佳音认为《三角洲行动》原作《三角洲特种部队》中优秀的拟真、地图与玩家合作元素被本作发扬光大。游戏葡萄评论员梁乐天和修理发文表扬游戏的美术和音乐表现。IGN中国的Zacky Zhang称赞了游戏在低配置设备上的画面表现，还称本作“有潜力成为下一个射击游戏爆款”。游戏茶馆编辑麦客在场景建模、光影效果方面表扬了本作，但指出了游戏存在烟雾效果粗糙及地形设计不合理的瑕疵。PCGamesN的Aaron Down高度评价了游戏的射击体验和动作设计，并将本作称为他的最爱。Dot eSports的Adam Snavely持相似观点，他认为本作的射击体验独具特色，枪械手感具有分量。而4Players的Christian Just却认为游戏武器的真实感没有得到贯彻。
游戏玩法方面，IGN中国的Kamui Ye在玩法、射击手感、氛围营造和地图设计等方面褒奖了本作。而Christian Just则批评本作的地图设计公式化。PC Gamer的盛赞了游戏“全面战场”的玩法设计，但同时认为玩法“烽火地带”过于浅显，难以沉浸。麦克认为本作易于上手，全面战场的快节奏玩法也能让玩家感到刺激和代入感。部分玩家曾批评游戏全面战场玩法的“攀升”地图中攻守方胜率不平衡，攻方难以获胜而导致游戏体验不佳。但开发者仅对胜率攻方胜率做出了细微地调整，并认为不平衡的玩法设计能为守方玩家提供难忘的游戏体验与满足感。4Gamer.net的指出干员体系和枪械改装系统是本作的特色，而福布斯的Erik Kain则对游戏中的干员体系持负面态度。他虽然肯定了游戏画面和射击体验，但他同时认为游戏结合了拟真的“军事射击”玩法与系英雄射击的干员玩法，但干员的技能可能使军事射击爱好者反感，导致游戏陷入身份危机，可能无法吸引任何市场的玩家。评论员也指出了这一问题。巴哈姆特電玩資訊站GNN新闻栏目的特约编辑一铁称干员的技能「超强」，可谓「逼近作弊」。IGN评论员Justin Koreis持相似观点。他认为游戏的两种玩法优秀但不突出。他认为在干员技能可能会打断射击，令人费解。虽然游戏激烈的战斗使他感到兴奋，但他认为游戏过于真实射击体验导致了玩家射击精度不高，这与“全面战场”玩法的快节奏游戏模式格格不入。关于黑鹰坠落模式，IGN的对其持谨慎的乐观态度。他在游戏中看到了许多原作《三角洲特种部队：黑鹰坠落》的影子，称本模式无疑是对这款老游戏的致敬。游戏葡萄评论员严锦彦认为黑鹰坠落对战役的叙事足以挑战3A游戏水准。PC Gamer、The Gamer、GamesRadar+、Eurogamer等多家媒体都指出了该玩法游戏难度极具挑战性。其中，Eurogamer评论员Rick Lane的批评最为尖锐。他说，极慢的角色移动速度、敌人频繁的攻击和不合理的任务结构，都使他感到受到了残酷的惩罚。高压玩法设计也导致此玩法发布后Steam平台的游戏口碑下降。PC Gamer的Wes Fenlon则对此持正面态度，并称很享受被迫如此谨慎地玩游戏的感觉。开发者则回应称，高难度的设计是有意而为之，其具有叙事作用，还可以营造一个身临于真实战场的氛围。
本作的游戏模式引发争议。IGN、PCGamesN、触乐、福布斯等多家媒体认为《三角洲行动》的游戏模式与战地系列、系列和《逃离塔科夫》类似。PC Gamer编辑对游戏玩法的态度较为积极，但他认为本作与战地系列游戏的细节高度相似，并指责本作全面战场玩法对其过度模仿，达到翻版的程度。他还尖锐地批评了游戏的付费模式，认为其付费内容名目繁多且不具有吸引力。The Gamer的认为本作只是现有游戏的重构，没有任何新颖玩法。Eurogamer的Rick Lane则认为，虽然游戏包含了非原创元素，但其玩法及画面令人满意，则可以被接受。Christian Just认为，本作熟练的复制是成功的一半。
游戏严苛的反作弊程序也引发部分玩家不满。PC Gamer的认为在游戏时全程监视玩家设备的反作弊系统略有严格，且对游戏中不允许使用USB驱动器的限制感到不解。游戏开发者则辩解称，禁止使用USB驱动器仅为一个翻译错误。部分游戏玩家对游戏反外挂程序的隐私安全性提出质疑，PCGamesN的Jamie Hore也发现在游戏卸载后，其反作弊程序依然在设备中残留。因此，本作也受到了Steam平台玩家的负面反应。开发者在随后解决了这一问题。